# جيم ويلوبي
جيم ويلوبي (بالإنجليزية: Jim Willoughby) هو لاعب كرة قاعدة أمريكي، ولد في 31 يناير 1949 في ساليناس في الولايات المتحدة.